# Basisschool 't Vlot
Basisschool 't Vlot is een katholieke school in de gemeente Lichtervelde in de Belgische provincie West-Vlaanderen. Ze valt onder de bevoegdheid van de Vlaamse overheid en maakt deel uit van de scholengroep Sint-Rembert. De naam 't Vlot, staat voor: Tof, leuke Vrienden, fijne Leerkrachten, veilig Overvaren en samen genieTen.

## Geschiedenis

### 1800 - 1825
Opgericht in 1804 als armenschool op initiatief van pastoor Jacobus D'Hooghe. Hij had deze opdracht gekregen van het bisdom. Zoals de naam doet vermoeden, kostte het onderwijs weinig tot niets en was het vooral gericht op minvermogende kinderen. De insteek was voornamelijk zorgen. Hiervoor had hij twee stukjes grond aangekocht. Voor die 10 are grond betaalde hij 314,20 frank. Pastoor D'Hooghe stimuleerde drie jonge dames om te gaan samenleven en van daaruit zich edelmoedig voor armen en zieken in te zetten. Ze werden bijgestaan door schooljuffen die zich bij hen aansloten.
De school werd op 11 juli 1810 kerkelijk erkend. Zes jonge dames legden religieuze geloften af (kuisheid, gehoorzaamheid, armoede) en begonnen het kloosterkleed te dragen. De zustergemeenschap kreeg de naam 'Zusters Paulinen', vernoemd naar hun patroon Vincentius a Paulo. Velen kenden hen ook onder de naam 'Zusters van Liefde'. De school en het klooster zaten sterk met elkaar verwezen.
In 1816 en 1825 breidde de school telkens uit. Er werd steeds wat grond bijgekocht.
In 1820 telde de armenschool 120 kinderen. Naast het leren van vaardigheden zoals spinnen, naaien, breien en de Vlaamse taal, vormden gebeden een onderdeel van de dagelijkse routine. Vanaf het begin was de school toegankelijk voor zowel meisjes als jongens, hoewel ze wel gescheiden zaten: meisjes aan de oostkant, jongens aan de westkant.

### 1826 - 1850
In het Belgisch parlement werd in 1842 over de schoolwet gestemd. Deze wet bepaalde dat elke gemeente verplicht was om over een gratis lagere school te beschikken. Het bestuur van Lichtervelde oordeelde dat de armenschool dit vervulde. Zo probeerde de gemeente te ontsnappen aan de verplichte vergoeding. De staat deelde deze mening niet en eiste de oprichting van een gemeenteschool. Aan deze eis werd in 1844 voldaan.
Door mislukte oogsten kwamen er moeilijke jaren aan voor Vlaanderen. Er heerste grote werkloosheid en als gevolg daarvan armoede. De zusters wilden iets doen aan de situatie. Ze richtten de 'kantwerkschool' op, met als doel meisjes klaar te stomen voor het beroep.

### 1851 - 1900
Op de wijk 'Het Veld' vonden in 1869 veel ontginningen plaats, wat resulteerde in vruchtbare landbouwgrond, wat op zijn beurt veel nieuwe mensen aantrok. De afstand naar het centrum (en dus de school) was meer dan drie kilometer. Om deze onpraktische situatie aan te pakken, bouwden de zusters een nieuwe school genaamd 'De Veldschool'.

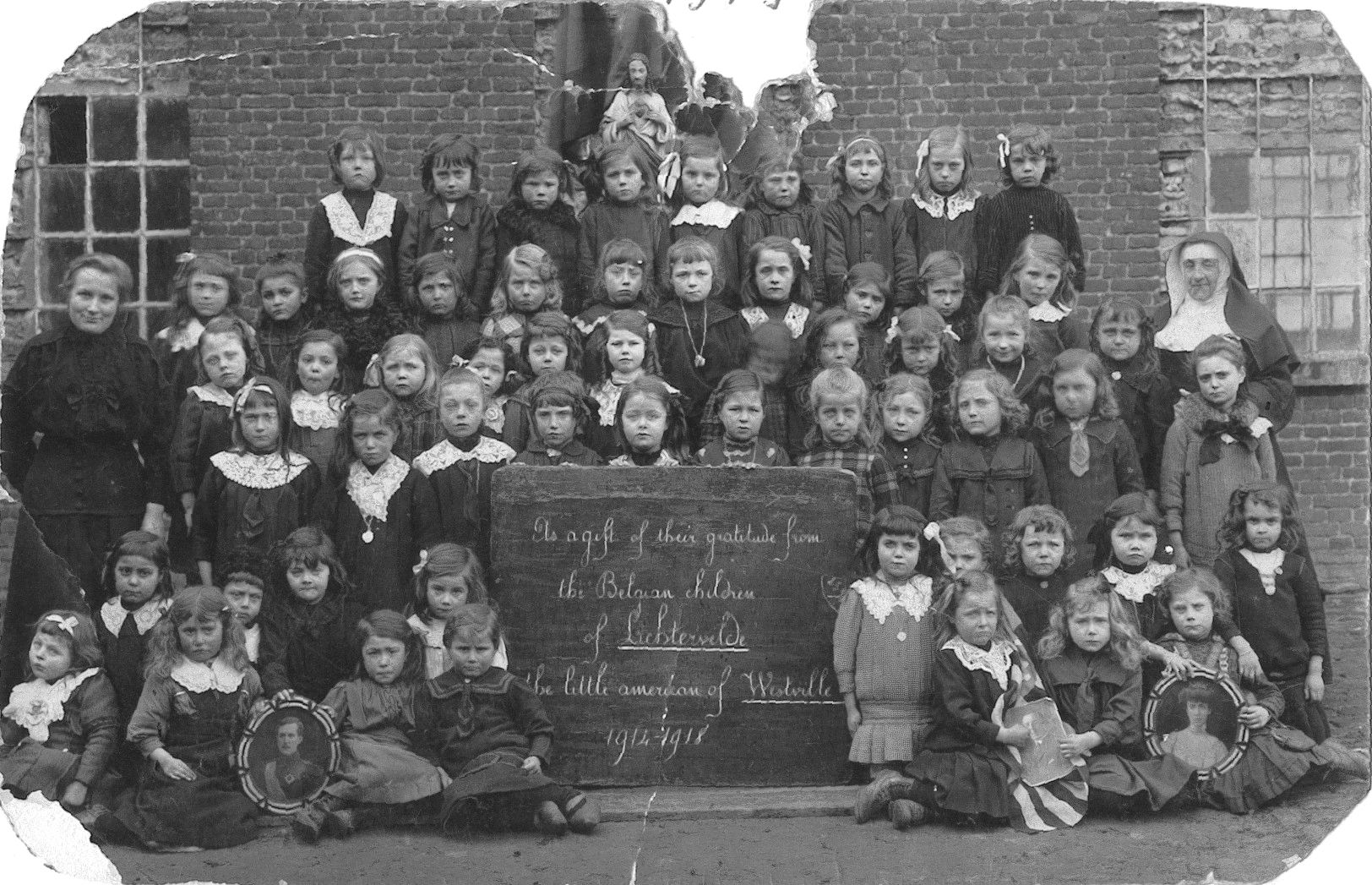
Foto gemaakt ter bedanking voor de Amerikaanse hulp tijdens de Eerste Wereldoorlog

### 1901 - 1950
Met de leerplicht in 1914 werd er terug een wet geïntroduceerd die een belangrijke impact had op het onderwijs. Vanaf toen waren kinderen verplicht om tot hun veertiende levensjaar te leren. Dit had als oorzaak dat de kantwerkschool ophield te bestaan.
Enkele jaren later, in 1917, kende de school een tragedie. Op 26 oktober werd de school zwaar beschadigd tijdens bombardementen, waarbij vier zusters om het leven kwamen.
Ook bij de Tweede Wereldoorlog, in 1940, werd de school getroffen door oorlogsgeweld. Maandag 27 mei werd een sombere dag toen opnieuw twee zusters om het leven kwamen. De school was zo zwaar beschadigd dat er geen les meer kon gegeven worden. Dit probleem werd opgelost doordat verschillende families beurtelings hun huis ter beschikking stelden. Deze noodoplossing duurde vier jaar lang, pas dan was de school terug voldoende opgebouwd.

### 1951 - 2000
Tussen 1958 en 1979 beleefde de lagere meisjesschool een bloeiperiode. Er werd gebouwd en verbouwd, waardoor de school groeide, terwijl het kloostergedeelde kromp. Op dat moment waren er zes zusters die het klooster aan de Stationsstraat bewoonden. Zuster Myriam was de laatste onderwijszuster van de school. Toen zij in 1992 op pensioen ging, werd het directeurschap voor de eerste maal doorgegeven aan een leek. Dit was niet de enige primeur, Johan Cool was de eerste mannelijke directeur. Een van zijn eerste taken was om de school om te vormen tot een vzw.
In 1994 kwam er van enkele ouders de vraag om hun zonen te mogen inschrijven in de meisjesschool. Verkennende gesprekken met alle betrokkenen liepen op een sisser af. Het resulteerde in twee rechtszaken, beide verloren door de school. De schoolraad besefte dat ze de verandering niet langer konden tegenhouden. Op 1 september namen drie jongens plaats achter de schoolbanken, waardoor de meisjesschool transformeerde naar een gemengde school.

### 2001 - …
Op dinsdag 3 juni 2003 kreeg de school hoog bezoek: niemand minder dan koningin Paola bezocht de school. Dit was als afsluiter van het KLIK-project, wat stond voor Kunst voor Lichterveldse Kinderen. Gedurende dit project werd met hulp van bekende leermeesters zoals Herr Seele, Kristien Hemmerechts en Jan Hoet de hele school ondergedompeld in alle facetten van kunst.
Het einde van een tijdperk kwam in 2004 toen zuster Myriam en zuster Lieve het klooster verlieten. Zij waren de laatste twee overgebleven zusters. Het sluiten van het klooster bood ruimte tot uitbreiding van de basisschool.
Nog een belangrijke mijlpaal voor de VBS 't Vlot was de bouw van een nieuw kleuterblok. De afbraakwerken begonnen eind 2021. Op 1 september 2023 konden de 140 peuters en kleuters samen met hun juffen hun intrek nemen in het nieuw gebouw dat officieel door Vlaams viceminister-president Hilde Crevits geopend werd. Er werd in totaal 3,8 miljoen euro geïnvesteerd.

## Directeurs
| Naam              | Periode     |
| ----------------- | ----------- |
| Hortense Kerkhofs |             |
| Zuster Bernardine |             |
| Zuster Felicitas  |             |
| Zuster Myriam     | 1980 - 1992 |
| Johan Cool        | 1992 - 2006 |
| Geert Van Tieghem | 2006 - 2023 |
| Sofie Segeart     | 2023 - ...  |

## Galerij

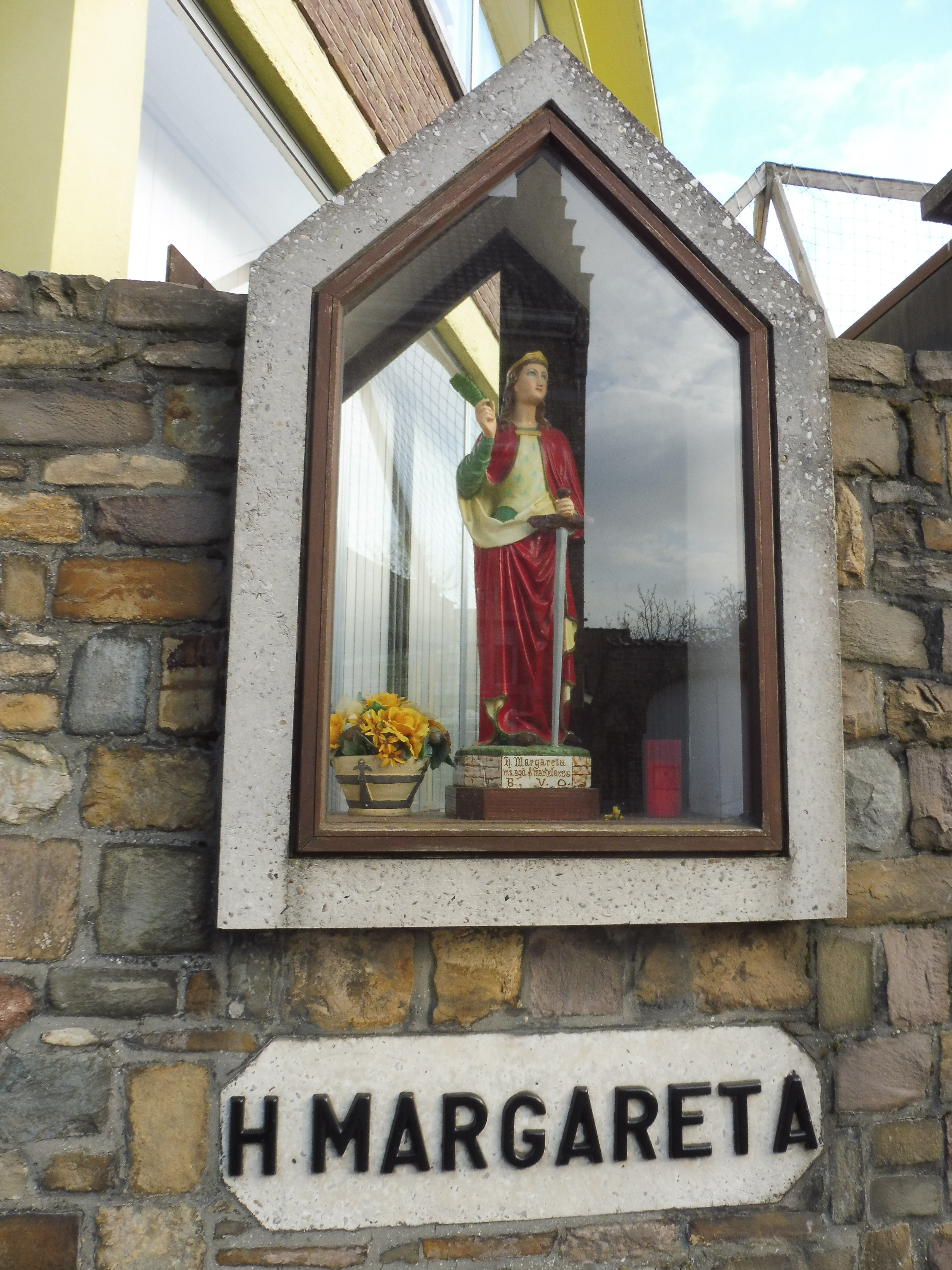
Kapel aan de buitenmuur - Marktstraat
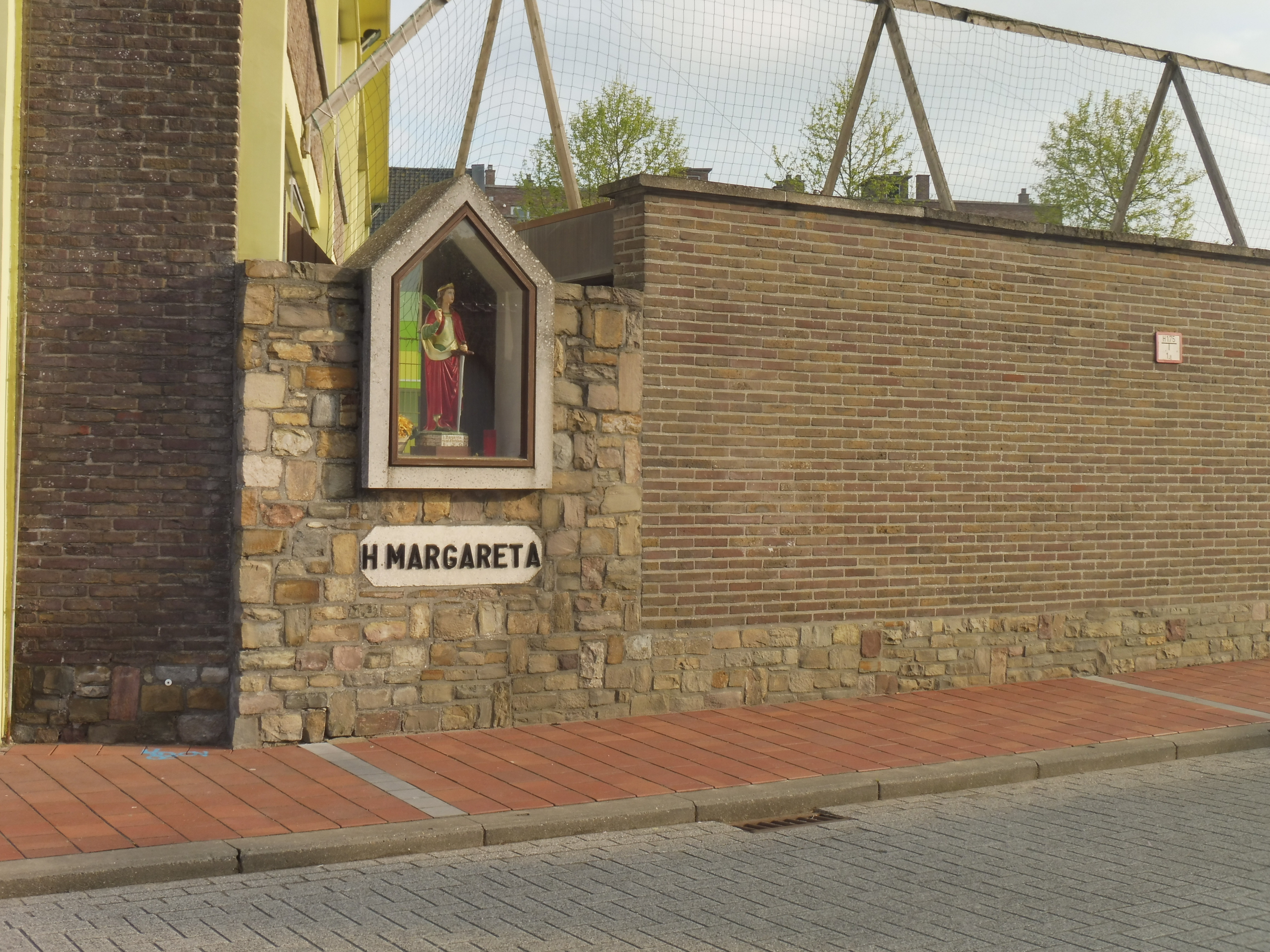
Kapel aan de buitenmuur - Marktstraat